# 이민욱 (작가)
이민욱(李岷昱)(1965.3.17~)은 대한민국의 극작가이다. 연세대학교 언론홍보대학원을 졸업하였으며 현재 스타트리 커뮤니케이션(대표-예술단장)을 맡고 있다.

## 경력
주로 사회적 문제들을 교육적인 내용에 담아 발표하고 있다. 대표작으로 뮤지컬 “민들레를 사랑한 리틀맘 수정이....”가 있다. 이작품은 청소년들의 성(性)에 대해 진지한 메시지를 던지며 리틀맘 문제를 심도있게 파헤쳐 이슈를 불러 일으켰다.
2007년부터 서울시를 비롯하여 경북 경주시, 충북 청주시, 제주도에 이르기까지 지방 단체의 초청으로 순회행진을 계속하고 있으며, 프랑스 르앙대학교 초청등 국제적으로 활발히 공연을 펼쳐나가고 있다.
2007년 국가 청소년 위원회 우수작품 공모 당선작으로 선정된 이작품은 그림자극과 애니메이션등 새로운 기법의 무대를 선보여 영화같은 기법으로 교육적 메시지와 재미를 동시에 제공하였다는 평을 받고 있다.
2009년 3월 국립창극단에서 창극버전으로 올려져 화제가 되었다. 그 밖에 또 다른 교육적 작품으로는 아토피 퇴치를 위한 뮤지컬 “백설공주와 아토피마녀”, 자폐아동을 위한 태권도 뮤지컬 “달팽이의 꿈”, 지적 장애아의 이야기를 담은 “아이야...”, 노인문제를 다룬 뮤지컬 “쑥버무리”등이 있다. 